# キブロン湾の海戦
キブロン湾の海戦（キブロンわんのかいせん, 英: Battle of Quiberon Bay, 仏: Bataille des Cardinaux）は七年戦争中の1759年11月20日、サン＝ナゼールに近いキブロン湾においてイギリス、フランス両艦隊の間で行われた海戦。
エドワード・ホーク提督の率いる23隻の戦列艦からなるイギリス艦隊が、ウベール・ド・コンフラン提督率いる21隻の戦列艦からなるフランス艦隊を捕捉し、激しい戦いの末、そのほとんどを沈め、捕獲し、あるいは座礁させた。イギリス海軍にとって最も輝かしい勝利の一つとされる。

## 発端
1759年、フランスはイングランドとスコットランドに侵攻する計画を立て、ロワール河口付近に軍隊と輸送船を集結させていた。8月のラゴスの海戦の敗北により当初の侵攻計画は不可能となったが、フランス外相ショワズールはまだスコットランドへの侵攻を諦めていなかった。そして、ブレストの艦隊に対して、イギリスの封鎖を突破してロワール河口に移動するよう命令した。
11月の最初の週に西の強風が吹き、その後3日の間、ホークの封鎖艦隊はイングランド南岸のトーベイまで避退せざるを得なかった。一方、ブレストのコンフランには西インド諸島から来た小戦隊が加わった。14日、コンフランはホークの不在を衝き、東風を利してブレストを抜け出した。コンフランの脱出は見張りを続けていたロバート・ダフ代将の発見するところとなり、ダフはこれを追跡した。その時ホークもすでにトーベイからの帰路にあり、報せを受けて直ちに追跡に加わった。

## 戦闘
20日の明け方、ホークはコンフランがまさしくキブロン湾の危険な水域に入ろうとしているところを捕捉した。フランス艦隊は地の利を生かして地元の水先案内人を乗せ、浅瀬の多いキブロン湾内に避退したが、ホークはそのまま敵艦隊を追いこむことに決め、フランス艦に従って湾内に侵入した。それは西からの嵐が募っている状況下で極めて危険かつ大胆なものであった。
砲戦は14時頃に開始された。イギリス艦隊の前衛部隊が、湾への入り口であるレ・カルディノー岩（the Les Cardinaux rock）をちょうど回ろうとしていたフランス艦隊の後部を攻撃した。15時30分までに、フランス艦「フォルミダブル」が捕獲され、「シューペルブ」が転覆して多くの犠牲者を出した。イギリス艦隊の大半が追いついた時には、「エロー」はすでに大破し、座礁して旗を下していた。そして「テゼー」もイギリス艦「トーベイ」との戦いに敗れて沈没した。
早い夕暮れが訪れると、フランス艦隊の次将ド・ボーフレモンは1隊を率い、イギリス艦隊を危険水域に誘い込む目的を持って「四つ目岩礁」付近から南への脱出を図った。イギリス艦隊は追随せず、湾内に錨泊したが、朝になると「レゾリューション」が座礁していた。一方フランス艦隊の旗艦「ソレイユ・ロワイヤル」はイギリス艦隊に囲まれていることに気づき、捨錨して脱出を図るが、それを追おうとしたイギリス艦「エセックス」ともども座礁してしまい、自ら火を放った。また北側のヴィレーヌ川の河口方向に逃れた7隻はいずれも河口の防材に乗り上げてしまった。ド・ボーフレモンの率いた8隻はロシュフォールに逃げ込んだ。

## 戦闘の後

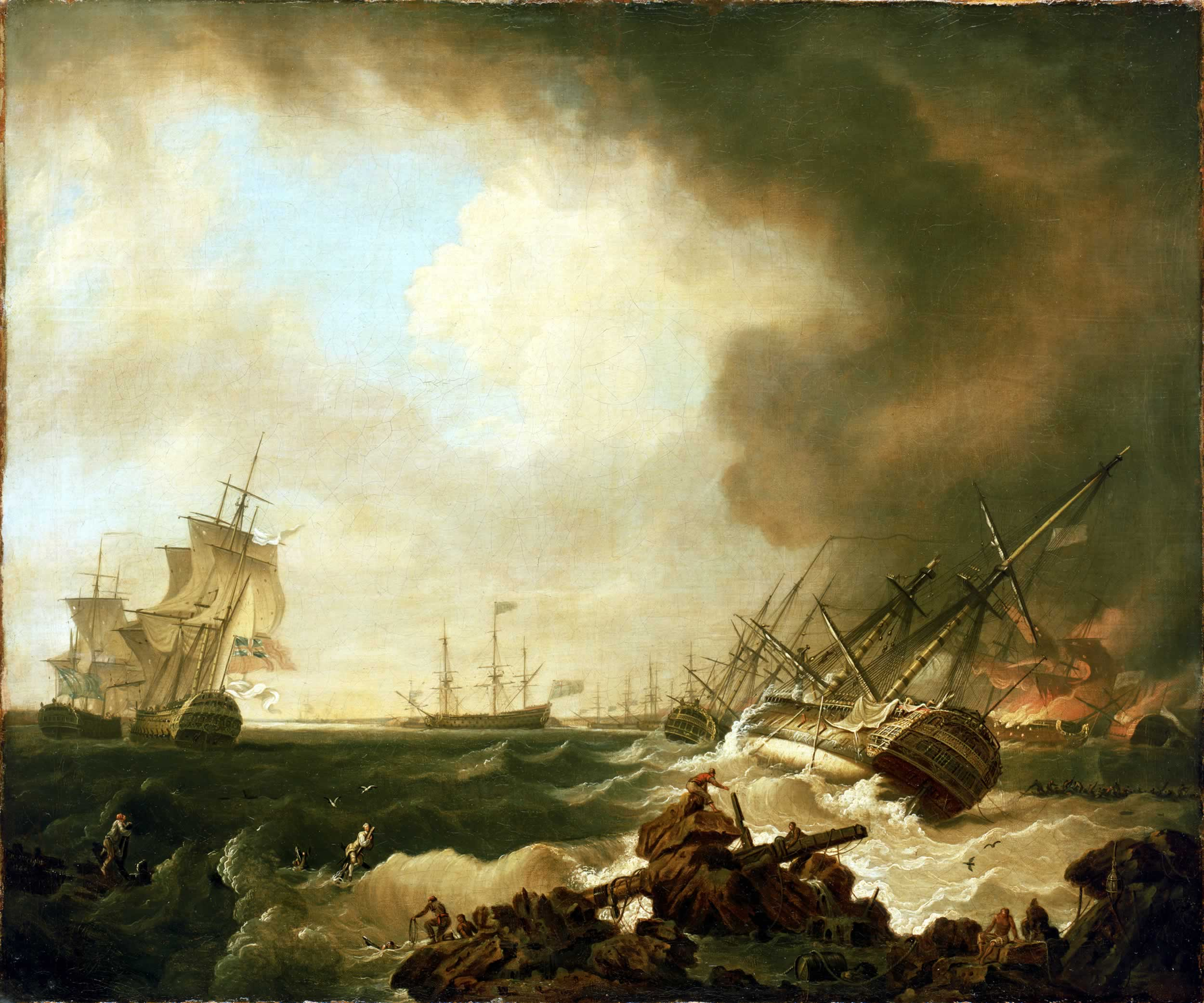
キブロン湾の戦いの後
リチャード・ライト画

フランス艦隊の戦力は大きく損なわれ、戦争が終わるまで回復することはなかった。アルフレッド・マハンは著書『海上権力史論』（The Influence of Sea Power upon History）の中で「1759年11月20日の海戦は、この戦争におけるトラファルガーであった、そして（中略）イギリス艦隊はもはやフランス植民地に対して、さらにはスペインのそれに対しても、かつてない壮大なスケールで自由に行動することができた。」と語っている。

## 参戦艦
［nn］は砲門数

### イギリス艦隊
- 戦列艦
  - ロイヤル・ジョージ（Royal George）［100］ジョン・キャンベル艦長、エドワード・ホーク提督旗艦
  - ユニオン（Union）［90］ジョン・エヴァンス艦長、チャールズ・ハーディ提督旗艦
  - デューク（Duke）［80］
  - ナムール（Namur）［90］
  - レゾリューション（Resolution）［74］、座礁
  - ヒーロー（Hero）［74］
  - ウォースパイト（Warspite）［74］
  - ハーキュリーズ（Hercules）［74］
  - トーベイ（Torbay）［70］オーガスタス・ケッペル艦長
  - マグナニム（Magnanime）［70］リチャード・ハウ艦長
  - マーズ（Mars）［70］
  - スウィフトシュア（Swiftsure）［70］
  - ドーセットシャー（Dorsetshire）［70］
  - バーフォード（Burford）［70］
  - チチェスター（Chichester）［70］
  - テンプル（Temple）［70］
  - エセックス（Essex）［64］、座礁
  - リヴェンジ（Revenge）［64］
  - モンタギュー（Montague）［60］ジョシュア・ロウリー艦長
  - キングストン（Kingston）［60］
  - イントレピッド（Intrepid）［60］
  - ダンカーク（Dunkirk）［60］
  - デファイアンス（Defiance）［60］
- 補助艦（50門艦およびフリゲート）
  - チャタム（Chatham）［50］
  - ミナーヴァ（Minerva）［32］アレグザンダー・フッド艦長
  - ヴィーナス（Venus）［36］
  - ヴェンジャンス（Vengeance）［28］
  - コヴェントリー（Coventry）［28］
  - サファイア（Sapphire）［32］

### フランス艦隊
- 第１分隊
  - ソレイユ・ロワイヤル（Soleil Royal）［80］、ド・コンフラン提督旗艦。座礁ののち自焼
  - オリアン（Orient）［80］、ド・ゲブリダン・ビュデ提督旗艦。ロシュフォールへ逃走
  - グロリュー（Glorieux）［74］、ヴィレーヌ河口へ逃走[7]
  - ロビュスト（Robuste）［74］、ヴィレーヌ河口へ逃走[7]
  - ドーファン・ロワイヤル（Dauphin Royal）［70］、ロシュフォールへ逃走
  - ドラゴン（Dragon）［64］、ヴィレーヌ河口へ逃走
  - ソリテール（Solitaire）［64］、ロシュフォールへ逃走
- 第2分隊
  - トナン（Tonnant）［80］、ド・ボーフレモン提督旗艦。ロシュフォールへ逃走
  - アントレピード（Intrépide）［74］、ロシュフォールへ逃走
  - テゼー（Thésée）［74］、下層砲門から浸水して沈没
  - ノーサンバーランド（Northumberland）［70］、ロシュフォールへ逃走
  - シューペルブ（Superbe）［70］、下層砲門から浸水して沈没
  - エヴェイエ（Eveillé）［64］、ヴィレーヌ河口へ逃走
  - ブリーヤン（Brillant）［64］、ヴィレーヌ河口へ逃走
- 第3分隊
  - フォルミダブル（Formidable）［80］、ド・サン・アンドレ・ドゥ・ヴェルジェ提督旗艦。捕獲
  - マニフィック（Magnifique）［74］、ロシュフォールへ逃走
  - エロー（Héros）［74］、降服するも翌日の荒天で座礁・焼却
  - ジュスト（Juste）［70］、ロワール河口で破壊
  - アンフレクシブル（Inflexible）［64］、ヴィレーヌ河口にて喪失
  - スフィンクス（Sphinx）［64］
  - ビザール（Bizarre）［64］、ロシュフォールへ逃走
- フリゲート、コルベット他
  - エベー（Hébé）［40］、ブレストに帰還
  - ヴェスタル（Vestale）、ヴィレーヌ河口へ逃走
  - エーグレット（Aigrette）、ヴィレーヌ河口へ逃走
  - カリプソ（Calypso）、ヴィレーヌ河口へ逃走
  - プランス・ノワール/ノワール（Prince Noir/Noire）、ヴィレーヌ河口へ逃走
  - ヴァンジャンス（Vengeance）

## 注記
1. ↑  英語版では4隻喪失とあるが本文記事と矛盾する。また仏語版では「デューク」が捕獲されたことになっている。戦死者数は英仏両側とも仏語版に拠った。
2. ↑  フランス側の損害も英語版/仏語版で相違がある。ここでは戦闘で失われたことが一致している5隻を喪失とし、河口の防材に乗り上げた7隻は（その後の結果は見ずに）座礁とした。
3. ↑  ダフは海戦そのものには参加していない。
4. ↑  海戦のフランス語名はこの岩の名に拠る。
5. ↑  『図説・イングランド海軍の歴史』によれば「シューペルブ」と「テゼー」の沈没は下層の砲門からの浸水によるものである。「トーベイ」のケッペル艦長はいち早く下層砲門を閉じて難を逃れた。
6. ↑  この段落の記述は『図説・イングランド海軍の歴史』による。（ただし同書ではロシュフォール逃走は6隻としている。）
7. 1 2  英語版ではロシュフォールに逃走したとあるが仏語版の記述に拠る。